# کنام سلول‌های بنیادی
کنام سلول‌های بنیادی (به انگلیسی: Stem-cell niche) به ریزمحیطی گفته می‌شود که در آن سلول‌های بنیادی قرار دارد، که سلول‌های بنیادی در آن سرنوشت جاندار را مشخص می‌کند. در طی رشد و نمو سلول‌های بنیادی فاکتورهای کنام مختلف با آن‌ها در تماس است که باعث تقسیم سلولی و رشد و نمو جنینی می‌شود. در بدن انسان بالغ کنام‌ها به صورت خاموش می‌باشد که به محض جراحت فعال می‌شود، در این موقع سیگنال‌هایی از قسمت آسیب به سلول‌های بنیادی می‌رسد که باعث می‌شود سلول بنیادی شروع به تقسیم کند.
چندین عامل مهم در تنظیم سلول‌های بنیادی از قبیل: ارتباطات بین سلول _ سلول بین سلول‌های بنیادی، اتصالات سلول-سلول بین سلول‌های بنیادی و سلول‌های تمایز داده شده از سلول‌های بنیادی، اتصالات سلول بنیادی به مولکول‌های چسبان، ماتریکس خارج سلولی، مقدار اکسیژن، فاکتورهای رشد، سایتوکاین‌ها در کنام مؤثر می‌باشد، همچنین عوامل فیزیک و شیمیایی محیط شامل مقدار PH، مقدار یون‌های ضروری مثل 2+Ca، مقدار متابولیت‌هایی مانند ATP نیز در تنظیم کنام مهم می‌باشد.